# Karel Hanibal z Donína
Karel Hanibal purkrabí z Donína (německy Karl Hannibal Burggraf von Dohna, 1588 - 21. února 1633, Praha) byl česko-německý šlechtic z rodu Donínů. V roce 1612 se stal fojtem v Horní Lužici. Po přestoupení ke katolicismu v době českého stavovského povstání úzce spolupracoval s císařem Matyášem.

## Politická kariéra
Narodil se v roce 1588 jako syn hornolužického fojta Abraháma II. z Donína a jeho manželky Eleonory rozené Saurma-Jeltschové.
V mládí byl poslán do Francie na studia do Paříže a také cestoval do severní Afriky. Díky otci konvertoval ke katolicismu a díky tomu se dostal k císařskému dvoru ve Vídni, kde zastával úřad komorníka.
V roce 1612 přejal dědičný úřad po svém otci a po jeho smrti se 26. června 1613 ujal vlády nad panstvím Sycov.  Na počátku své vlády se věnoval nápravě ekonomických záležitostí. V roce 1615 prodal Dziadowu Kłodu vratislavskému klášteru sv. Matěje. Poté v roce 1621 koupil od Koruny české několik vesnic v Horní Lužici.
Po vypuknutí stavovského povstání v Českém království v letech 1618/19 se pokusil evangelické hornolužické pány odradit od spojenectví s odbojnými Čechami. Když se však hornolužičtí aktivně podíleli na sesazení Ferdinanda II. a za českého krále si zvolili Fridricha Falckého, jemuž Karel Hanibal odmítl vzdát hold, jeho pozice katolického fojta v Budyšíně se stala neudržitelnou. Byl zbaven pravomocí a vypuzen z hradu Ortenburgu, s čímž se ovšem odmítl smířit. Následně odešel ke dvoru saského kurfiřta do Drážďan, kde zastával pozici císařského vyslance. a vehementně se snažil přesvědčit Jana Jiřího I., aby se zapojil do války na straně císaře.
Po bitvě na Bílé hoře Karel Hanibal uplatnil své nároky na pozici fojta v Budyšíně a v roce 1622 se skutečně opět stal vrchním správcem v Horní Lužici a jako odměnu za své služby získal od císaře post prezidenta Slezské finanční komory. V této funkci se vyznamenal pronásledováním protestantů.
V roce 1628 se pokusil za přítomnosti císařských dragounů silou přimět protestanty ke konverzi na katolictví, za což si vysloužil přezdívku Seligmacher (Obraceč). Slezsko zatížil vysokými daněmi a kvůli jeho dani ze skotu se mu říkalo Kühmelker (Dojič). Po celá léta třicetileté války byla situace na jeho panstvích klidná, neboť Sycov a okolí armády obou bojujících stran obcházely. Situace se však změnila v roce 1632, kdy švédská a braniborská vojska vstoupila do Slezska a vyplenila je. Karel Hanibal byl zodpovědný za obranu ostrovů Piasek a Tumského ve Vratislavi. Měl v úmyslu postavit se nepřátelským vojskům, proto začal verbovat dobrovolníky do armády. Dne 8. února 1633 došlo ke střetu u Strzelina, tuto bitvu však prohrál. 
Brzy nato Karel Hanibal z Donína po krátké nemoci dne 21. února 1633 v Praze zemřel.
Udržoval kontakty s jedním z nejvýznamnějších slezských básníků té doby Martinem Opitzem, který byl nějakou dobu jeho osobním tajemníkem a poradcem. 